# Villa Festge

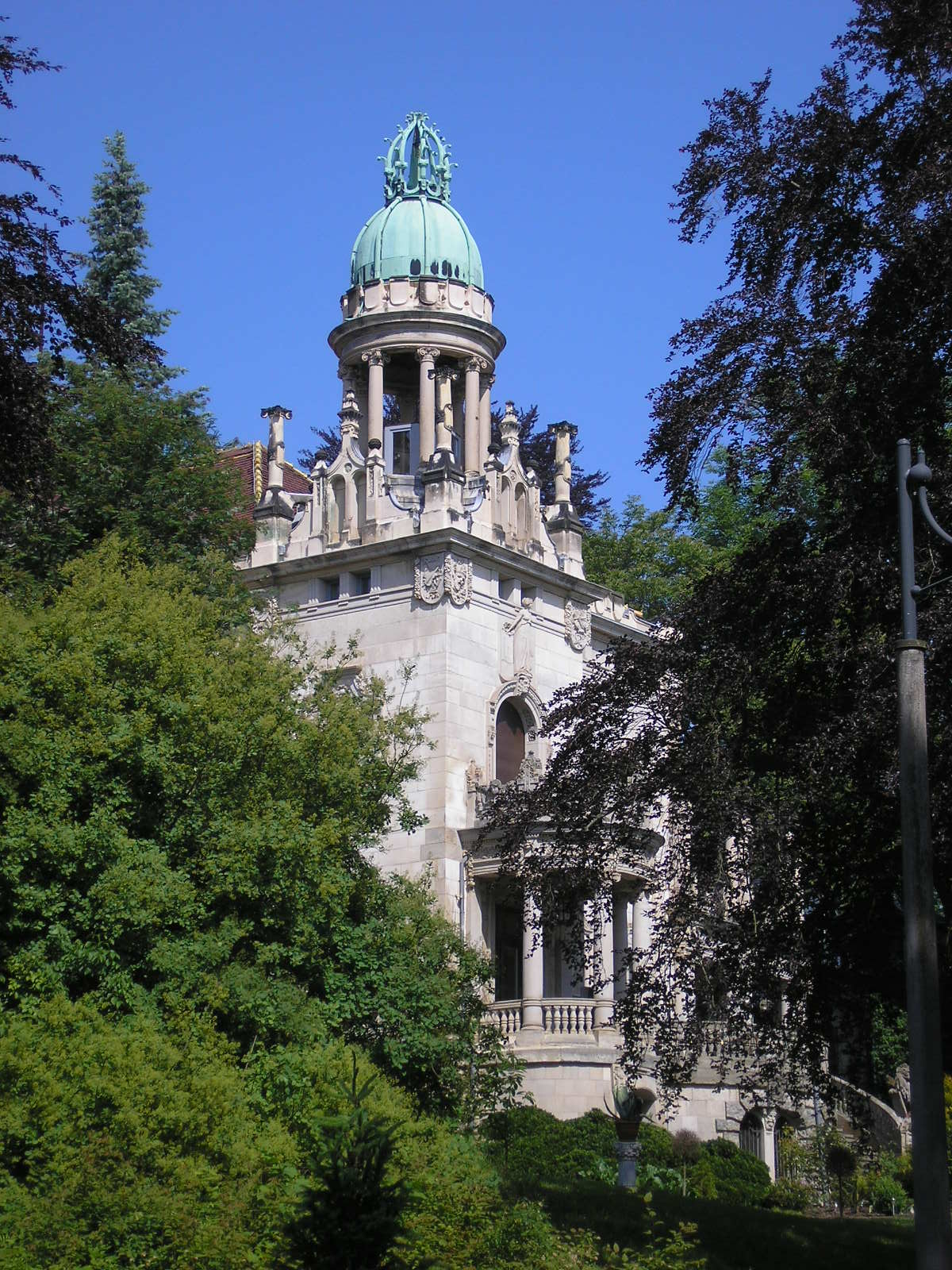
Villa Festge (2009)

Die Villa Festge ist ein großbürgerliches Wohnhaus in Erfurt, Cyriakstraße 39. Sie wurde 1897–1899 erbaut und steht unter Denkmalschutz.

## Geschichte und Architektur
Bauherr der Villa war Karl Festge (1845–1909), der nicht nur als seit ungefähr 1870 in Erfurt ansässiger Berufsfotograf, sondern auch als Ziegeleibesitzer und Immobilienspekulant ein erhebliches Vermögen erworben haben soll.
Die Cyriakstraße im Südwesten von Erfurt gehörte zu den besten Adressen der Stadt. Das schlossartige Gebäude entstand nach Entwürfen des Erfurter Architekten Eduard Kayser. Das durch Terrassen, Freitreppen und Altane geprägte Haus wurde mit reichem plastischen Schmuck versehen und mit einem überkuppelten Belvedere bekrönt. Das Bildprogramm an der aus Sandstein erbauten Fassade weist Bezüge zu Festges Leben auf, so ist etwa eine Kamera dargestellt. Umgeben war die Villa von einem großen, zur Straße abfallenden Park unterhalb der Cyriaksburg. Sie spiegelte so das Selbstverständnis der bürgerlichen Oberschicht in der Zeit des Kaiserreichs wider.
Festge bewohnte das Haus bis zu seinem Tod. 1912 ging die Villa in das Eigentum des Lampenfabrikanten Stübgen über. 1946 wurde sie von der sowjetischen Militäradministration enteignet und diente dann unter anderem als Gästehaus.